# Asterina deviata
Asterina deviata är en svampart som beskrevs av Syd. 1939. Asterina deviata ingår i släktet Asterina och familjen Asterinaceae.   Inga underarter finns listade i Catalogue of Life.